# Жверинский мост

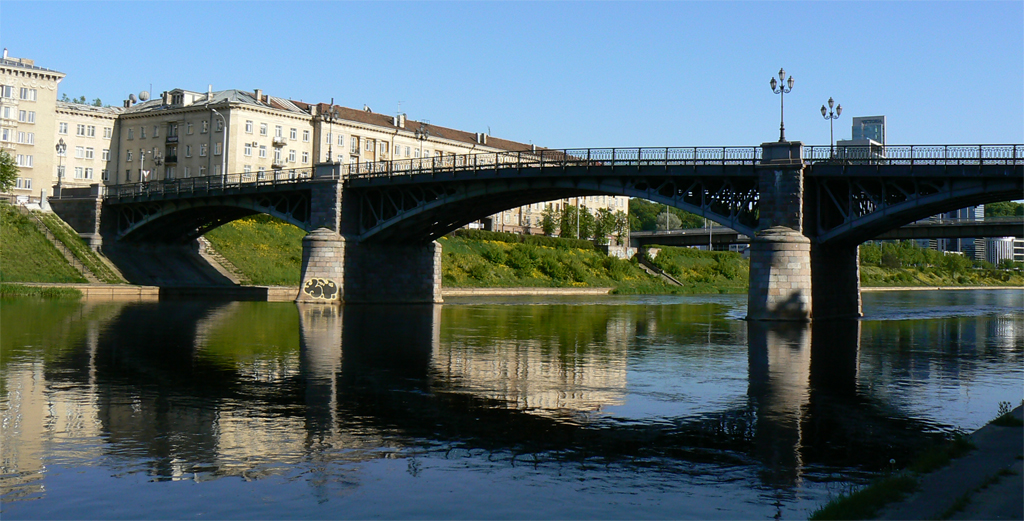

Жвери́нский мост (лит. Žvėryno tiltas) — автодорожный металлический арочный мост через реку Нярис в Вильнюсе, Литва. Соединяет левобережный район Науяместис с правобережным районом Жверинас. Старейший из сохранившихся мостов через Нярис в городе, включён в Регистр культурных ценностей Литовской Республики, охраняется государством (код 16764).

## История
В 1883 году для соединения основной части города со Зверинцем в створе Георгиевского проспекта был сооружён деревянный четырёхпролётный арочный мост. Из-за ненадежной конструкции мост не обеспечивал надежную транспортную связь. В 1905 году началось строительство постоянного арочного моста по проекту вильнюсского инженера Владислава Малиновского. Проект утверждён русским инженером Н. Белелюбским, который выступил техническим консультантом проекта. Арки пролётного строения изготовила варшавская фирма «Рудзский и К°», перильное ограждение выполнены в механической мастерской графа Тышкевича в Вильне. К середине 1906 года были завершены опоры моста и началась сборка пролётного строения. После статических и динамических испытаний мост был открыт 3 (16) июня 1907 года. Мост был назван Николаевским, в честь российского императора Николая II. Стоимость строительства составила 195 521 руб.
В 1937 году выполнен капитальный ремонт моста, усилены металлоконструкции арок, на проезжей части устроена булыжная мостовая. В 1944 году средняя часть моста была взорвана отступавшими немецкими войсками, но быстро восстановлена инженерными частями советских войск. В 1987 году, когда обнаружилось аварийное состояние Жверинского моста, неподалёку был построен мост Любартаса, по которому было направлено движение общественного транспорта. В январе 1991 года на мосту стояли баррикады защитников парламента.
В 1996 году мост был внесён в регистр культурных ценностей Литвы. В 2006 году проведена реконструкция моста.

## Конструкция
Мост трёхпролётный металлический арочный. Пролётное строение состоит из 5 арочных клёпаных ферм, расстояние между осями арок — 2,1 м. Общая длина моста составляет 103,1 м, ширина — 11,35 м (из них ширина проезжей части — 8,5 м и два тротуара по 1,53 м), высота конструкции над уровнем воды — 11 м.